# Rita Sélitrenny

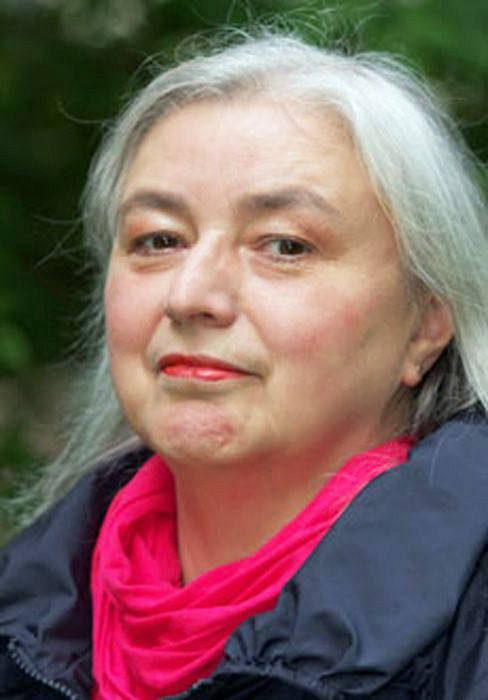
Rita Sélitrenny (2012)

Rita Sélitrenny (* 15. April 1954 in Leipzig) ist eine deutsche Politikwissenschaftlerin, Bürgerrechtlerin, Politikerin, Webdesignerin und Beraterin. Seit den 1970er Jahren lebte sie im Widerstand zum DDR-Regime und gehörte in den 1980er Jahren zur Bürgerrechtsbewegung und zum organisierten Widerstand in der DDR. Sie war in verschiedenen kirchlichen Initiativen in Leipzig und Berlin aktiv. In der Zeit der friedlichen Revolution war sie eine treibende Kraft an den Runden Tischen der Stadt und des Bezirkes Leipzig. Besonders nachhaltig war ihr Engagement bei der Auflösung des Ministeriums für Staatssicherheit der DDR bis hin zum Stasi-Unterlagen-Gesetz (StUG).

## Leben

### Kindheit, Jugend, Beruf und Bildung in der DDR
Rita Sélitrenny wuchs in Leipzig in einfachen Verhältnissen auf. Der Vater war 1933 vor den Nazis nach Spanien geflohen. Kaum nach Deutschland zurückgekehrt, verhafteten die Sowjets 1950 den gesunden Mann unter absurden Spionagevorwürfen. Ohne Verhandlung und ohne Urteil wurde er zwei Jahre darauf aus dem Haftkrankenhaus als für immer schwer körperbehindert entlassen. Die Mutter wuchs auf einem kleinen Bauernhof in Schlesien auf und wurde 1947 nach Leipzig abgeschoben.
Katholische Kirche und christlicher Glaube bildeten das Rückgrat der Familie mit Eltern und Großeltern. Die Jugendweihe lehnte Rita aus eigenen Beweggründen ab, wodurch sie bis zur Revolution 1989 Nachteile hinnehmen müsste. Als eine der besten Schülerinnen der POS blieb ihr die Möglichkeit zum Abitur verwehrt.
Nach einer Lehre und einer Anstellung als Archivarin wechselte sie in die Gastronomie, um sich nebenher am Theologischen Seminar Leipzig (ThSL) als Gasthörerin bilden zu können. Das ThSL war nicht nur als Bildungsstätte eine „Insel im roten Meer“ (Wolf Krötke), es zog als größte der drei nicht-staatlichen evangelischen Hochschulen der DDR vornehmlich Persönlichkeiten an, die in politisch-bewusster Weise den DDR-Staat der Überwindung wert befanden. Viele Protagonisten der Revolution 1989 waren Studenten des ThSL oder kamen aus dessen Umfeld.
In der Gastronomie machte Rita Sélitrenny berufsbegleitend ihren zweiten Facharbeiterbrief und durfte eine weitere Ausbildung zur Hotel- und Gaststättenleiterin anhängen. Infolge wirtschaftlich sehr erfolgreicher Tätigkeit in großen Einrichtungen stieg sie in Leitungsfunktionen auf, wurde aber jeweils wegen fehlender Parteibindung bzw. Staatsnähe entlassen. In den letzten Jahren der DDR trat Rita Sélitrenny in vielen Teilen der DDR als freiberufliche Textilgestalterin auf den gerade entstehenden Wochenend-Märkten auf.

### Politisch-subversives Engagement bis zur Revolution 1989 in der DDR
Seit ihrer Schulzeit war sie in der katholischen Gemeinde beheimatet, später dann auch in der Katholischen Studenten-Gemeinde (KSG). Sie engagierte sich u. a. für den von Christoph Wonneberger initiierten Sozialen Friedensdienst (SoFd), beteiligte sich Ende der 80er Jahre beim Olof-Palme-Friedensmarsch und besuchte regelmäßig die montäglichen Friedensgebete in der Leipziger Nikolaikirche.
Ab Herbst 1989 war sie Mitglied in der Initiative Frieden und Menschenrechte (IFM) in Leipzig.
Die Unterlagen, die das MfS über Rita Sélitrenny in einer Operativen Personenkontrolle, der OPK „Reform“, sammelte, reichen bis 1969 zurück; damals war sie eine 15-jährige Schülerin. Im Jahre 1980, nach dem Tode ihres Vaters, heftete das MfS Teile seiner Opferakte zu ihrer Akte hinzu.
Nach Inkrafttreten der Richtlinie zu den geplanten Internierungslagern in der DDR erfasste das MfS Rita Sélitrenny sofort in der entsprechenden Personenliste.
Von der Besetzung der Stasizentrale in Leipzig – am 4. Dezember 1989 – an engagierte sie sich in der Auflösung des MfS und vor allem in der Aufarbeitung des MfS. Sie war Gründungsmitglied im Bürgerkomitee zur Auflösung des MfS/AfNS. Die Mitglieder des Leipziger Bürgerkomitees hatten sie als ständiges stimmberechtigtes Mitglied zu den wöchentlich stattfindenden zentralen Treffen der Bürgerkomitees als ihre Vertreterin nach Berlin entsandt.
Gleichzeitig hatte Rita Sélitrenny für die IFM bis zu den Neuwahlen des Stadtrates im Mai 1990 jeweils einen stimmberechtigten Sitz am Runden Tisch der Stadt Leipzig und am Runden Tisch des Bezirkes Leipzig.

### Wirken seit der Einheit Deutschlands
Die Aufarbeitung der Tätigkeit des MfS war seit der Besetzung der Stasi-Dienststelle einer ihrer Schwerpunkte im weiteren Leben. Sie hat mit der Archivgruppe der Volkskammer, teilweise als deren gewählte Leiterin, einen ersten Bericht über die Strukturen, Arbeitsweisen und Vernetzungen für den Sonderausschuss der Volkskammer erarbeitet. Diese Forschungen führte sie nach dem 3. Oktober 1990 ein paar Monate in der schwer erkämpften Sonderbehörde für die Unterlagen des MfS fort. Nach internen Auseinandersetzungen darüber, ob die Forschungen weiter gehen dürften, und der daraufhin angeordneten Auflösung der internen Arbeitsgruppe verließ sie im Januar 1991 die neue Behörde.
Unverzüglich begann sie als gewählte Vertreterin der ostdeutschen Bürgerkomitees im Ehrenamt mit der Arbeit an der Entwicklung und Vorbereitung bis hin zu der Verabschiedung des Stasi-Unterlagen-Gesetzes (StUG).
Nach dem Inkrafttreten des Stasi-Unterlagen-Gesetzes (StUG) Ende 1991 und dem gemeinsam mit Thilo Weichert veröffentlichten Buch „Das unheimliche Erbe“ begann dann für Rita Sélitrenny ein neuer Lebensabschnitt.
Im Leipziger Stadtparlament war sie ehrenamtliche Stadtverordnete in der Fraktion Bündnis 90/Grüne. Als Stadtverordnete hat sie vor allem den Untersuchungsausschuss zur Leipziger Wohnungs- und Baugesellschaft (LWB) geleitet. Ihr Abschlussbericht an den Leipziger Stadtrat war später die Grundlage der Anklage und Verurteilung eines Geschäftsführers der LWB.
In Berlin begann sie das Studium der Politischen Wissenschaften am Otto-Suhr-Institut (OSI) der Freien Universität. Ihre Promotion erfolgte im Jahr 2001 bei Peter Steinbach und Wolf-Dieter Narr.
Die Inhalte von Studium, Promotion und späterer Lehrtätigkeit im Fachbereich „Rechtliche Grundlagen der Politikwissenschaft“ von Ulrich K. Preuß waren durch die Auseinandersetzung mit DDR, MfS und dem Nationalsozialismus sowie deren Aufarbeitung in vergleichender Perspektive geprägt.
Für verschiedene Zeitungen, u. a. Süddeutsche Zeitung und Das Parlament schrieb sie Artikel über die Aufarbeitung der DDR-Vergangenheit und zum StUG. Von Dezember 1994 bis Januar 1997 war Rita Sélitrenny Mitglied des Bundesvorstandes von Bündnis 90/Die Grünen und zwischen 1999 und 2001 Mitglied des Landesvorstandes Sachsen. Zwischen 1997 und 2004 war sie engagiertes Mitglied im Stadtbezirksbeirat Leipzig-Mitte.
In den Jahren 2001 bis 2008 urteilte Rita Selitrenny als Schöffin am Landgericht und zwischen 2009 und 2013 als ehrenamtliche Richterin am Verwaltungsgericht. Nach einer Pause ist sie seit 2018 wiederum für die gesamte Wahlperiode bis 2023 am Landgericht Leipzig als Schöffin tätig. 
Seit etwa 2004 arbeitete sie für ein paar Jahre im Ausland. Nach ihrer Rückkehr nach Deutschland erzwang eine schwere Erkrankung eine längere berufliche Pause. Erst seit etwa 2015 begann sie sich wieder in gesellschaftliche Prozesse ehrenamtlich einzumischen, z. B. bei den Dialogen in Leipzig mit den Mitläufern von Legida.
Nach einer zunächst vorläufigen (1995) erfolgte im Jahre 2012 für Rita Sélitrenny die endgültige Rehabilitierung als Verfolgte im Berufsleben nach dem Verwaltungsrechtlichen Rehabilitierungsgesetz (VerwRehaG).
Im Oktober 2015 unterzeichnete sie mit 46 weiteren DDR-Bürgerrechtlerinnen und -Bürgerrechtlern aus unterschiedlichen politischen Lagern den von Katrin Hattenhauer initiierten Offenen Brief an Bundeskanzlerin Angela Merkel, in dem es eingangs heißt: „Wir unterstützen Ihre Politik der offenen Grenzen. Wir unterstützen Ihre Flüchtlingspolitik und Ihren Einsatz um der Menschen willen. Mit größtem Respekt sehen wir Ihre feste Haltung zur Aufnahme asylsuchender Flüchtlinge bei uns in Deutschland […] 70 Jahre nach dem Holocaust öffnet Deutschland seine Grenzen und rettet Menschen aus Not und Tod.“
Am 2. Oktober 2019 wurde Rita Sélitrenny mit dem Bundesverdienstkreuz am Bande ausgezeichnet.

## Publikationen
- Das unheimliche Erbe, Forum Verl. Leipzig, 1991, 1. Aufl. ISBN 978-3-86151-025-3
- Die Verantwortung der SED für die Isolierungslager, Berlin : Forschungsverbund SED-Staat, 1995
- Doppelte Überwachung, Berlin : Links, 2003, 1. Aufl. ISBN 978-3-86153-311-5